# Universiteit van Sevilla
De Universiteit van Sevilla (Spaans: Universidad de Sevilla) is een universiteit in de Spaanse stad Sevilla. Het is een van de twee publieke universiteiten in de stad, de andere is de Universidad Pablo de Olavide. De universiteit werd in 1505 opgericht onder de Spaanse naam Colegio Santa María de Jesús met een pauselijke bul afgekondigd door paus Julius II. Tegenwoordig telt de universiteit ongeveer 70.000 studenten. 

## Geschiedenis
Het begin van de universiteit gaat terug naar een kloosterschool van de jezuïeten in de late 15e eeuw. In 1505 keurde paus Julius II met een pauselijke bul de werking van de universiteit goed. De bul verleende het recht om les te geven in theologie, filosofie, recht, geneeskunde en beeldende kunst. Elf jaar later, in 1516, begonnen de eerste lesactiviteiten. 
Vandaag telt de universiteitsbibliotheek zo'n 777.000 volumes.

## Hoofdgebouw
Het huidige rectoraat dateert uit de 15e eeuw, en wordt ook wel de Real Fábrica de Tabacos de Sevilla, de oude 'tabaksfabriek' genoemd naar haar oorspronkelijke functie. De opera Carmen van  Bizet is hier gesitueerd. Het gebouw huisvest naast het rectoraat ook twee faculteiten: Literatuur en Filosofie, en Geografie en Geschiedenis.
Het rectoraat ligt naast het Hotel Alfonso XIII in het centrum van Sevilla. 

## Alumni
- Javier Arenas Bocanegra, minister
- José María Calatrava, premier van Spanje
- Carmen Calvo Poyato, minister
- Manuel Chaves González, president van Andalusië
- Antonio de Ulloa, militair en ontdekkingsreiziger
- Baltasar Garzón, onderzoeksrechter
- Felipe González, premier van Spanje
- Pedro Salinas, dichter
- Stephen Sommers, regisseur
- Marcelo Spínola y Maestre, kardinaal

 België: 
Faculté polytechnique de Mons · 
Université catholique de Louvain · 
Université libre de Bruxelles · 
Université de Liège · 
Vrije Universiteit Brussel · 
 Denemarken: 
Danmarks Tekniske Universitet · 
 Brazilië: 
Universiteit van São Paulo · Escola Politécnica da Universidade de São Paulo · 
 Duitsland: 
Rheinisch-Westfälische Technische Hochschule · 
Technische Universiteit Berlijn · 
Technische Universität Darmstadt · 
Technische Universität Dresden · 
Leibniz Universität Hannover · 
Technische Universität München · 
Friedrich-Alexander-Universität Erlangen-Nürnberg · 
Universiteit van Stuttgart · 
 Finland:
Teknillinen Korkeakoulu ·
 Frankrijk:
École Centrale de Lille · 
École centrale de Lyon ·
École centrale de Marseille ·
École centrale de Nantes ·
École centrale Paris ·
École nationale des ponts et chaussées ·
École nationale supérieure de techniques avancées · 
Institut supérieur de l'aéronautique et de l'espace · 
École Supérieure d'Électricité · 
 Griekenland:
Aristoteles-universiteit van Thessaloniki · 
Ethniko Metsovio Polytechnio Athina ·
 Hongarije:
Budapest University of Technology and Economics · 
 Italië:
Politecnico di Milano ·
Politecnico di Torino · 
Universiteit van Padua ·
Università degli Studi di Trento ·
 Noorwegen:
Technisch-natuurwetenschappelijke Universiteit van Noorwegen ·
 Oostenrijk:
Technische Universiteit Wenen ·
 Polen:
Wroclaw University of Technology ·
 Portugal ·
Instituto Superior Técnico · 
 Rusland:
Technische Staatsuniversiteit van Moskou ·
Moscow State Technical University of Radio Engineering · 
Tomsk Polytechnic University ·
 Spanje:
Universidad Politécnica de Madrid · 
Universitat Politècnica de València · 
Universidad Pontificia Comillas · 
Universidad de Sevilla · 
Universitat Politècnica de Catalunya · 
 Tsjechië:
Tsjechische Technische Universiteit · 
 Turkije:
Technische Universiteit Istanboel · 
 Verenigd Koninkrijk:
Queen's Universiteit van Belfast · 
 Zweden:
Technische Universiteit Chalmers · 
Kungl. Tekniska Högskolan ·
Lunds Tekniska Högskola · 
 Zwitserland:
Eidgenössische Technische Hochschule Zürich · 
Technische Universiteit van Lausanne